# Sport Boys Warnes
Sport Boys Warnes is een Boliviaanse voetbalclub uit Warnes, een stad op 24 kilometer van Santa Cruz de la Sierra.
De club werd opgericht op 17 augustus 1954 en maakte in 2013 voor het eerst haar opwachting in de hoogste afdeling van het Boliviaanse voetbal, de Liga de Fútbol Profesional Boliviano.
Always Ready ·
Atlético Palmaflor ·
Aurora · 
Blooming · 
Bolívar · 
Guabirá · 
Independiente Petrolero · 
Jorge Wilstermann · 
Libertad Gran Mamoré · 
Nacional Potosí · 
Oriente Petrolero · 
Real Santa Cruz · 
Real Tomayapo · 
Royal Pari ·  
The Strongest · 
Universitario de Vinto · 
Vaca Díez ·